# Teresa Kubiak
Teresa Kubiak (Teresa Wojtaszek-Kubiak) (Ldzań, 26 december 1937) is een Poolse sopraan.
Na haar studie in haar geboorteplaats bij Olga Olgina maakte Teresa Kubiak in 1965 haar debuut in de titelrol van Stanislaw Moniuszko's opera Halka in Łódź. Als de heldin uit nationalistische van alle Poolse opera's werd ze gelijk vergeleken met haar voorgangsters in die rol, en die test betekende voor haar geen slechte dienst. Weldra werd ze geëngageerd in Warschau, en in 1970 verscheen ze tijdens een concertuitvoering van Goldmarks Die Königin von Saba in Carnegie Hall als Sulamith. Dit leidde uiteindelijk tot engagementen bij de drie grootste Amerikaanse operahuizen San Francisco, Chicago en de Metropolitan Opera in New York. 
In 1971 maakte ze haar debuut bij het Glyndebourne Festival in wat een van haar paradepaardjes zou worden, Lisa in Tsjaikovski's Pikovaja Dama. Haar verschijning als Giunone in Glyndebournes succesvolle productie van Cavalli's La Calisto gaven haar carrière nog meer impulsen. Haar debuut in Londen vond plaats in 1972 waar ze in het Royal Opera House Madama Butterfly zong. In 1973 maakte ze haar debuut in zowel Wenen als de Metropolitan Opera. Bij de laatste zou ze vijftien seizoenen zingen in zo'n veertien verschillende rollen. In 1971 zong ze in Chicago één enkele opvoering van Puccini's Tosca, maar in 1973 werd ze terug gehaald voor een volledige serie opvoeringen. 
In 1974 leek ze in eerste instantie een vreemde keus voor Ellen Orford in Brittens zeer Engelse opera Peter Grimes. Ze overtuigde de twijfelaars echter door een Ellen te zingen en te acteren die een vergelijking met Joan Cross (de eerste die die rol zong) en Sylvia Fischer waardig was. Kubiaks Engels was authentiek en verstaanbaar, en ze bood een sterke, maar bezorgde figuur tegenover de stormkracht van Jon Vickers' Grimes.
Kubiaks veelzijdigheid en integriteit als artiest maakte haar ook waardevol voor het Duitse en Italiaanse repertoire. Haar Chrysothemis, haar Senta en haar Elisabeth hadden allemaal voordeel van haar warme Italiaanse klank, en diezelfde factor maakte haar tot een effectieve Tosca en Aida. Een andere rol waarmee ze een behoorlijke impact maakte was Janáceks Jenùfa.
Ze maakte niet veel plaatopnames, maar haar Tatjana in Tsjaikovki's Jevgeni Onegin o.l.v. Georg Solti wordt beschouwd als een van de beste.
- Bibsys: 3072691
- Biblioteca Nacional de España: XX990416
- Bibliothèque nationale de France: cb139329628 (data)
- Catàleg d'autoritats de noms i títols de Catalunya: 981058608054406706
- CiNii: DA08421931
- Gemeinsame Normdatei: 134584244
- International Standard Name Identifier: 0000 0001 1060 0315
- Library of Congress Control Number: n85367782
- MusicBrainz: 65ef5be1-663f-4e56-b72c-d3377856d2b8
- Nationale Bibliotheek van Tsjechië: xx0126932
- Nationale Bibliotheek van Israël: 987007453798705171
- Réseau des bibliothèques de Suisse occidentale: 02-A003477648
- Système universitaire de documentation: 175645167
- Virtual International Authority File: 44488123
- WorldCat: E39PBJppxpVTCQmVp9vpkmvPwC